# Perriniella bofilli
Perriniella bofilli es una especie de escarabajo del género Perriniella, familia Leiodidae. Fue descrita por Zariquiey en 1924.

## Distribución
Se encuentra en España.